# 斯皮亚佐
斯皮亚佐（義大利語：Spiazzo），是意大利特伦托自治省的一个市镇。总面积70平方公里，人口1256人，人口密度17.9人/平方公里（2009年）。ISTAT代码为022179。